# سید جعفر مرتضی عاملی
سید جعفر مرتضی عاملی معروف به علامه سیدجعفر مرتضی (زاده ۲۵ صفر ۱۳۶۴ – درگذشته ۲۷ صفر ۱۴۴۱) عالم دینی، متخصص تاریخ اسلام و تشیع، سیره‌نگار شیعی و از عالمان حوزه علمیه قم و لبنان بود. وی کتاب‌هایی در زمینه سیره اهل بیت تألیف کرده‌است، مانند: الصحیح من سیرة النبی الاعظم و مأساة الزهراء.

## زندگی‌نامه

### تولد
سید جعفر مرتضی عاملی در  ۲۵ صفر ۱۳۶۴ (۲۰ بهمن ۱۳۲۳) در روستای عیتا الجبل، در ۱۱۰ کیلومتری شهر بیروت؛ واقع در جنوب لبنان به دنیا آمد.

### تحصیلات
وی تحصیلات خود را به صورت غیررسمی نزد پدرش ـ که معلم بود ـ آغاز کرد و در ۱۳۸۲ق برای تحصیل علوم دینی به نجف اشرف سفر کرد. در آنجا مدرسه آیت‌الله بروجردی و «جامعه النجف الدینیه» را برای اقامت برگزید و به تحصیل علوم دینی مشغول شد و در سال ۱۳۸۸ق به قم مهاجرت نمود. در حوزه علمیه قم، ابتدا باقیمانده دروس سطح را نزد میرمحمدی آموخت. سپس در درس اساتیدی چون سید موسی شبیری زنجانی، شیخ مرتضی حائری یزدی، سید علی فانی اصفهانی، عبدالله جواد آملی و سیدمحمدصادق حسینی روحانی حاضر شد و همزمان به تحقیق و پژوهش دربارهٔ مسائل تاریخی و عقیدتی شیعه پرداخت. همچنین رسول جعفریان از جمله شاگردان اوست.

### فعالیت‌های علمی اجتماعی
* فعالیت‌ها در قم: از فعالیت‌های مهم جعفر مرتضی در سال‌های اقامت در قم، می‌توان به پژوهش در زمینه‌های مختلف تاریخ و عقاید شیعه، راه اندازی «منتدا» یا «مدرسه علمیه جبل عاملی‌ها» و تدریس برای دانشجویان دوره کارشناسی ارشد دانشگاه تربیت مدرس اشاره کرد. وی در همین سال‌ها از تدریس، ارائه مشاوره‌های تحقیقاتی و ایجاد شرایط مناسب برای تحصیل طلاب لبنانی نیز غافل نبود. مرتضی طی ۲۵ سال سکونت در شهر قم ضمن حمایت و تربیت طلاب لبنانی در صورت ضرورت به حمایت ایدئولوژی انقلاب اسلامی پرداخت و مباحثی در حکومت از سیره اهل بیت تدوین نمود.
* فعالیت‌ها در لبنان: وی اواخر سال ۱۹۹۳م پس از ۲۵ سال اقامت در قم، به سوی وطن خود رهسپار شد و تلاش‌های علمی، پژوهشی و تربیتی خود را در جنوب لبنان ـ که آن زمان در اشغال اسرائیل بودـ ادامه داد. وی در این سال‌ها علاوه بر پژوهش در زمینه تاریخ و تأسیس مرکزی تحقیقاتی در بیروت، به برگزاری جلسات مختلف برای جوانان شیعه لبنانی همت گماشت و از این راه، نسلی از فعالان مذهبی در میان شیعیان لبنان به وجود آورد. از اقدامات او در مسیر آموزش مبانی اعتقادی شیعه، تأسیس حوزه علمیه‌ای ـ در سال ۱۳۷۷ش ـ در شهر بیروت است. 

### درگذشت
سید جعفر مرتضی عاملی در سن ۷۷ سالگی در ۲۷ صفر ۱۴۴۱ (۴ آبان ۱۳۹۸)، پس از حدود ۳۰ روز بستری بودن در بیمارستان رسول اعظم بیروت در گذشت و در زادگاهش در عیتا الجَبَل به خاک سپرده شد.

## آثار
وی چندین کتاب در تاریخ اسلام و عقائد شیعه دارد که عبارتند از:
- الصحیح من سیره النبی الاعظم: این کتاب که مهمترین کتاب جعفر مرتضی است، مجموعه ای در ۳۵ مجلد در شرح زندگانی محمد بن عبدالله نوشته‌ شده است. با موضوع سیره پیامبر اکرم و تاریخ اسلام است.[۳] این کتاب به زبان عربی، در ده بخش تدوین شده و حدود ۱۷۰۰ منبع دارد و در دو جلد به زبان فارسی نیز ترجمه شده‌است. نویسنده در این اثر کوشیده‌است سیره مکتوب پیامبر اکرم را از اخبار ضعیف بپیراید و با نقد و بررسی آنچه در منابع پیشین سیره گرد آمده، تاریخی مبتنی بر اخبار صحیح بنگارد. جعفر مرتضی عاملی با نگاه خاص و شیعی خود به سیره و تاریخ پیامبر و با بهره‌گیری از منابع فراوانی از فریقین (۱۶۸۳ کتاب) به بازسازی سیره نبوی پرداخته‌است. مجلدات اولیه این کتاب، ابتدا در سال ۱۳۶۱ش توسط انتشارات اسلامی منتشر شد و انتشار آن در سال‌های بعد ادامه یافت. این کتاب یک بار نیز عنوان کتاب سال جمهوری اسلامی ایران را به دست آورد.

این کتاب توسط محمد سپهری در دوازده مجلد به فارسی ترجمه و تلخیص شد. اما، وی به نسخه ترجمه شده کتاب معترض شد و اظهار داشت اجازه ترجمه را به کسی نداده‌است. کیفیت ترجمه کتاب به قدری نامناسب بود که وی اعلام کرد راضی به انتساب نسخه ترجمه شده، به خود نمی‌باشد. وی این گونه ترجمه و تلخیص را منشأ تحریف تاریخ دانست.
- الصحیح من سیرة الامام علی علیه السلام: این کتاب که نام دیگرش «المرتضی من سیره المرتضی» است در ۵۳ جلد که در سال ۱۳۹۴ در قم چاپ شده‌است.
- مأساة الزهراء: این کتاب دربارهٔ حوادث دوره پایانی زندگی فاطمه الزهرا، دختر پیامبر اسلام است. نویسنده در این کتاب تلاش کرده به شبهاتی که در سال‌های اخیر دربارهٔ حوادث اواخر زندگی فاطمه زهرا و شهادت آن مطرح گشته، پاسخ دهد. آن گونه که در ترجمهٔ فارسی کتاب آمده، این کتاب در پاسخ به شبهات سید محمدحسین فضل‌الله نوشته شده‌است کتاب با عنوان رنج‌های حضرت زهرا (س) به فارسی ترجمه شده‌است.
- الحیاة السیاسیة للإمام الجواد (ع)؛
- الحیاة السیاسیة للإمام الحسن (ع)؛
- الحیاة السیاسة للإمام الرضا (ع)؛
- ابوذر لا اشتراکیه… ولا مزدکیه…؛
- احیوا أمرنا؛
- افلا تذکرون! (حوارات فی الدین والعقیدة)؛
- الإمام علی والنبی یوشع (تاریخ یعید نفسه)؛
- الجزیرة الخضراء و مثلث برمودا؛
- الزواج الموقت فی الإسلام «المتعة» (دراسة وتحلیل)؛
- الشهادة الثالثة فی الأذان والإقامة (شبهات و ردود)؛
- المواسم والمراسم؛
- الولایة التشریعیة؛
- اهل البیت فی آیة التطهیر (دراسة وتحلیل)؛
- حدیث الإفک؛
- ردّ الشمس لعلی (ع)؛
- ظلامة أبی طالب (ع) (تاریخ و نقد)؛
- ظلامة أم کلثوم (تحقیق و دراسة)؛
- علی (ع) والخوارج (تاریخ و دراسة)؛
- الغدیر والمعارضون أو عواصف علی ضفاف الغدیر؛
- کربلا فوق الشبهات (حدیث عن التشکیک والمشککین)؛
- لست بفوق ان اخطئ من کلام علی (ع)؛
- مختصر و مفید (أسئلة و أجوبة فی الدین و العقیدة)؛
- مراسم عاشوراء (شبهات و ردود)؛
- موقف علی فی الحدیبیة؛
- سیرة الحسین (ع) فی الحدیث و التاریخ؛
- میزان الحق.